# Marina Chapman
Marina Chapman (ur. ok. 1950) – autorka książki Dziewczynka bez imienia.

## Życiorys
Marina Chapman urodziła się ok. 1950 roku. W wieku czterech lat została porwana i przez kolejne pięć, była wychowywana przez małpy kapucynki w dżungli. W dżungli znaleźli ją myśliwi, którzy oddali ją do domu publicznego w Cúcutie, a następnie mieszkała na ulicy dopóki nie została niewolnikiem w mafijnej kolumbijskiej rodzinie. W wieku 14 lat została uwolniona przez sąsiadującą rodzinę, wysłana do Bogoty a następnie już jako niania w 1977 roku wyjechała do Bradford, gdzie przebywała do 1983. 
Jej mężem jest bakteriolog John Chapman. O swoich przeżyciach wydała bestsellerową książkę pt. „Dziewczynka bez imienia”. National Geographic stworzył o niej film dokumentalny „Woman Raised By Monkeys”.